# Quân đội nhà Minh
Quân đội nhà Minh là bộ máy quân sự Trung Hoa dưới triều đại nhà Minh (1368 - 1644). Bộ máy quân sự được thiết lập từ lực lượng khởi nghĩa Hồng Cân Quân cuối triều Nguyên dưới sự lãnh đạo của Chu Nguyên Chương - người sau đó đã trở thành hoàng đế khai quốc của nhà Minh. Về mặt biên chế, quân đội nhà Minh cũng như các triều đại trước được chia làm hai loại, cấm quân và quân địa phương. Cấm quân được tổ chức thành Tam Đại Doanh gồm Tam Thiên Doanh, Ngũ Đoàn Doanh và Thần Cơ Doanh. Quân địa phương được tổ chức theo chế độ Vệ Sở, binh lính theo đó cha truyền con nối. Chế độ vệ sở của nhà Minh với mục đích nhằm thiết lập một hệ thống quân sự tự cung tự cấp, giảm nhẹ chi phí của triều đình cho quân đội trong khi vẫn duy trì được lực lượng quân sự đông đảo, tuy nhiên từ giữa thế kỷ XV trở về sau, tình trạng tham nhũng, cướp đoạt ruộng đất của binh lính dẫn đến tình trạng đào ngũ, sức chiến đấu quân đội giảm sút. Đến hậu kỳ nhà Minh, chế độ vệ sở chỉ còn trên danh nghĩa, lực lượng quân sự chủ yếu phụ thuộc vào lực lượng đánh thuê hoặc tư binh.

## Tóm tắt
Các hoàng đế nhà Minh từ Hồng Vũ đến Chính Đức (1368 - 1521) về cơ bản tiếp nhận và phát triển các thể chế quân sự sẵn có từ thời nhà Nguyên như thể chế binh dân hợp nhất, huấn luyện cưỡi ngựa bắn cung và sử dụng người Mông Cổ phục vụ trong quân đội nhà Minh, đặc biệt trong lực lượng kỵ binh. Cho đến cuối thế kỷ XVI, người Mông Cổ vẫn đóng vai trò quan trọng trong các lực lượng quân sự nhà Minh, thậm chí cấu thành 1/3 nhân sự Cẩm Y Vệ, ngoài ra vai trò của những người Nữ Chân trong quân đội cũng được ghi nhận. Thể chế quân đội dựa vào kỵ binh rất được các hoàng đế nhà Minh coi trọng.
Trong Quốc Tử Giám, ngoài việc học tập các kinh điển của Nho Giáo, cưỡi ngựa bắn cung rất được Hồng Vũ đế nhấn mạnh, và được đưa vào trong khoa cử. :267   Kể từ năm Hồng Vũ thứ 3 (1370), cưỡi ngựa bắn cung chính thức được đưa vào Khoa Cử, cũng như trước đó nó đã trở thành một trong những tiêu chuẩn bắt buộc cho các văn quan tại Võ cử kể từ thời Tống Hiếu Tông.

## Vệ sở chế và Mộ binh chế

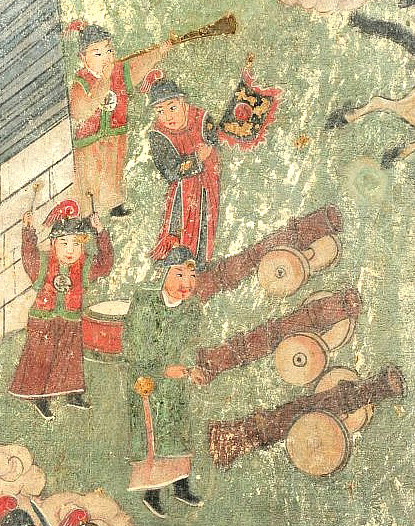
Pháo thủ quân Minh.

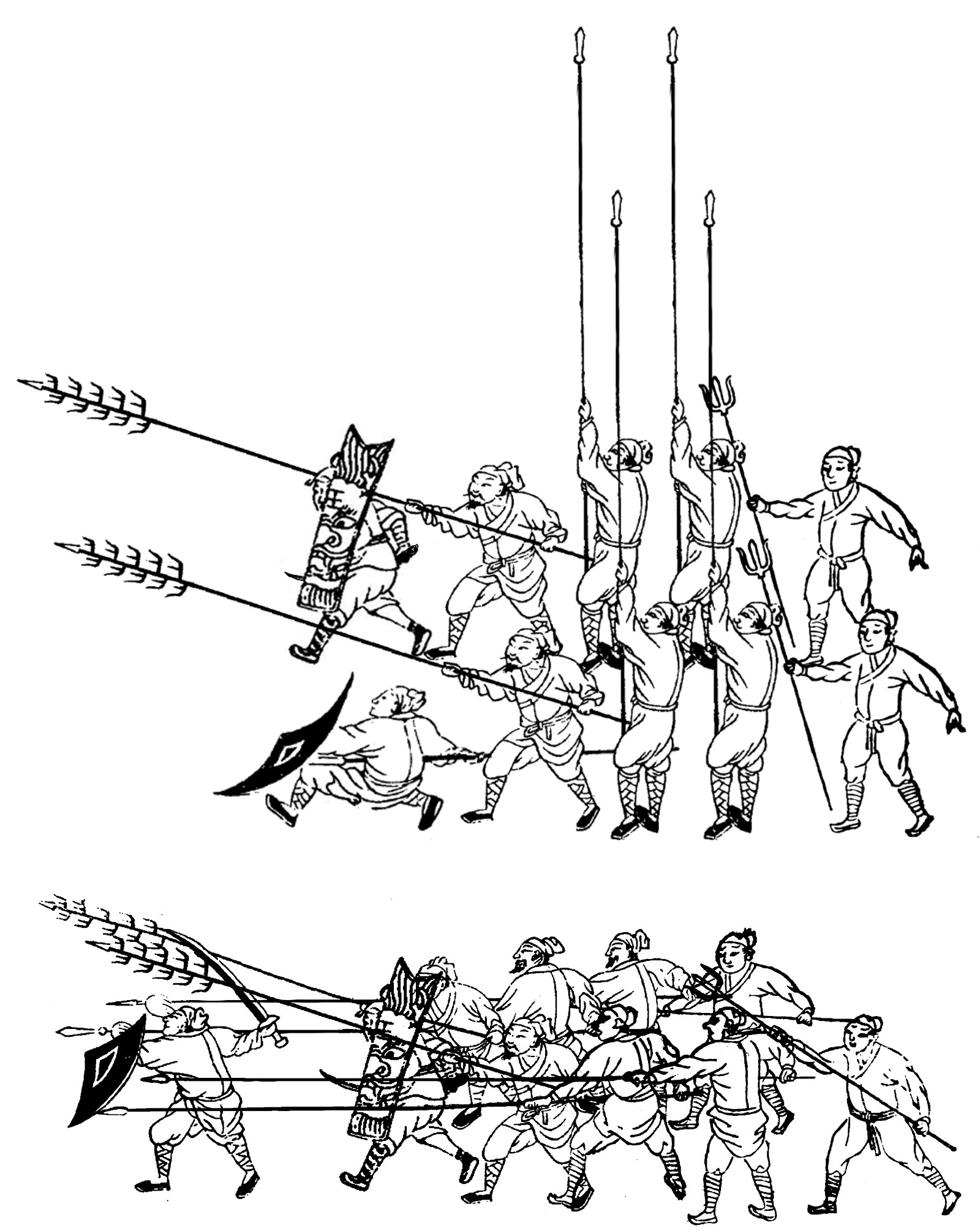
Đội hình Uyên Ương Trận trong Kỷ Hiệu Tân Thư

### Vệ Sở chế
Chế độ vệ sở (衛所制) được hoàng đế khai quốc nhà Minh Chu Nguyên Chương thiết lập là chế độ quân sự địa phương lấy cảm hứng từ Phủ binh chế (府兵制) của Bắc Ngụy, Tùy, Đường và Vạn hộ chế (万户制) của nhà Nguyên. Những binh sĩ thế tập được cấp ruộng đất từ các đồn điền quân sự tự cung tự cấp. Binh sĩ trong các vệ sở luân phiên thực hiện canh tác đất đai trong ruộng đất được cấp ở đồn điền quân sự và tập trung về các doanh trại tại địa phương hoặc kinh đô để huấn luyện chiến đấu và sử dụng hỏa khí. Có thể coi vệ sở như là một loại "Ngụ binh ư nông", Minh Thái tổ từng khoe khoang: "Trẫm dưỡng binh trăm vạn, không phí bách tính một hạt cơm"!
Về mặt cơ cấu, binh sĩ Vệ sở được cơ cấu như sau. 11 đến 12 người lập thành một Tiểu kỳ (小旗), 5 tiểu kỳ lập thành một Tổng kỳ (總旗), 2 tổng kỳ kỳ lập thành một Bách hộ sở (百戶所), 10 bách hộ sở lập thành một Thiên hộ sở (千戶所), 5 thiên hộ sở lập thành một Vệ sở. Như vậy mỗi vệ bao gồm 5600 người. Các vệ sở do Ngũ Quân Đô Đốc Phủ và Binh Bộ quản lý, trong đó Ngũ Quân Đô Đốc Phủ nắm quyền thống lĩnh, trong khi quyền điều động thuộc về Binh Bộ.
Về nguồn tuyển binh, binh sĩ trong vệ sở được chọn từ các quân hộ thế tập, chiếm khoảng 20% số hộ khẩu toàn quốc đầu triều Minh. Mỗi quân hộ cử một tráng đinh gia nhập Vệ sở, nếu người đó chết thì phải cử một tráng đinh khác thay thế.
Có bốn cách để một hộ gia đình trở thành quân hộ. Thứ nhất, đó là gia đình có người từng tham gia khởi nghĩa sáng lập triều đình. Thứ hai, đó là những hộ gia đình có người từng chiến đấu chống lại nhà Minh, có thể từ nhà Nguyên hoặc các quân phiệt khác, nhưng đã đầu hàng và được tiếp nhận vào quân Minh. Thứ ba, đó là những tù nhân bị kết án vào phục vụ trong quân đội, tuy nhiên vào thế kỷ XV, phương thức này không còn được áp dụng do hình phạt phục vụ quân ngũ không còn được thực hiện thế tập. Cuối cùng, đó là gia đình có người tình nguyện đăng ký quân dịch.

#### Thủy Sư

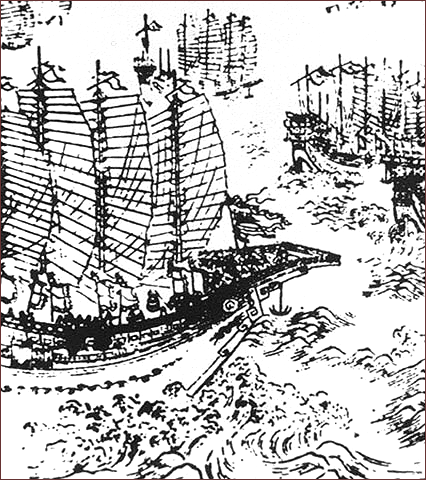
Bản in khắc gỗ mô tả Hạm đội Bảo Thuyền

Hải quân không phải là một thực thể tách rời trong chế độ quân sự nhà Minh và nó là một phần của hệ thống vệ sở. Mỗi vệ sở duyên hải được bố trí 50 chiến thuyền để phục vụ công tác phòng ngự trên biển. Nhà Minh còn thiết lập hệ thống chướng ngại, phong hỏa đài, pháo dài, dân quân và hải quân. Trớ trêu thay, hệ thống phòng ngự trên biển này không thể ngăn chặn được những đợt cướp bóc của Oa Khấu, và tình trạng đó ngày càng trở nên xấu đi trong suốt thời Gia Tĩnh cho đến khi được giải quyết bởi những danh tướng như Du Đại Du và Thích Kế Quang. Thiếu Lâm Tự cũng tham gia vào hoạt động chống cướp biển, cụ thể như trận chiến vào năm Gia Tĩnh thứ 32 (1533), 120 tăng binh Thiếu Lâm đã đánh bại 100 Oa khấu với chỉ 4 người thương vong.
Các hoạt động quân sự trên biển của nhà Minh bị hạn chế đáng kể. Hồng Vũ đế khi thành lập nhà Minh đã nhất mạnh rằng "không một tấm ván nào được phép đóng xuống biển". Tuy nhiên dưới thời Hồng Vũ đế, quân cảng Long Giang đã được ông ta cho xây dựng ở Nam Kinh và nơi đó sau này đã xây dựng nên Hạm đội Bảo Thuyền nổi tiếng. Hải quân nhà Minh còn được trang bị hỏa khí gồm pháo và súng tay, đánh dấu cho sự hình thành hải quân sử dụng vũ khí nóng sớm nhất thế giới. Do đó, hải quân nhà Minh được đánh giá là lực lượng hải quân hàng đầu thế giới vào thời điểm đó.
Hồng Vũ đế đã ra lệnh thiết lập 56 thủy sư vệ, mỗi vệ gồm 50 chiến thuyền và 5000 thủy quân. Tuy nhiên hầu hết lực lượng này chiến lực tương đối yếu. Quy mô hải quân nhà Minh sau đó đã được mở rộng dưới thời Vĩnh Lạc. Hải quân nhà Minh lúc này được chia thành hạm đội hoàng gia đóng tại Nam Kinh, hai hạm đội duyên hải bao gồm hạm đội Tây Dương của Trịnh Hòa và hạm đội vận chuyển lương thực.
Sau các cuộc viễn dương của Trịnh Hòa dưới thời Vĩnh Lạc, chính sách mở rộng lực lượng thủy sư bị lung lay do những nguyên nhân chủ quan và khách quan.  Bất chấp mâu thuẫn trong nội bộ triều đình nhà Minh với vấn đề hải quân, Hạm đội Bảo thuyền vẫn có thể thống trị những lực lượng hải quân châu Á khác, điều này cho phép nhà Minh cử các quan lại hoặc thiết lập tuyên úy sứ cai trị Lữ Tống (Luzon) và Cự Cảng (Palembang), cũng như can thiệp vào nội bộ các quốc gia như Sri Lanka và Bataks. Năm 1521, trong Hải chiến Đồn Môn, hạm đội thủy sư Đại Minh đã đánh bại hạm đội của người Bồ Đào Nha, mà ngay sau đó thủy sư nhà Minh đã thắng người Bồ Đào Nha trong trận hải chiến Tây Thảo Loan vào năm 1522. Năm 1633, thủy sư nhà Minh một lần nữa đánh bại hải đội của người Hà Lan và cướp biển tại Hải chiến Liêu La Loan. Một số lượng lớn những luận thuyết quân sự, bao gồm những thảo luận, đánh giá về tác chiến hải quân được xuất bản, bao gồm Võ Bị Chí và Kỷ Hiệu Tân Thư. Ngoài ra, các xác thuyền đắm đã được tìm thấy ở Biển Đông, bao gồm xác thương thuyền và chiến thuyền Trung Hoa chìm vào khoảng năm 1377 và 1645.

#### Sự suy tàn của chế độ Vệ Sở
Địa vị xã hội của một quân nhân trong xã hội nhà Minh là vô cùng thấp kém. Võ quan, dù cho quan hàm hay quan chức thế nào, không chỉ có địa vị thấp hơn và chịu sự giám sát của văn quan, mà các tướng lĩnh cùng với binh sĩ còn bị đối xử bất công, bị nghi kỵ, ganh ghét. Những người đi lính, thậm chí tham gia võ cử bị xem là không có uy vọng bằng những văn nhân tham gia khoa cử do chế độ quân hộ thế tập và vì phần đông binh sĩ mù chữ.
Kể từ sau thời Chính Thống đến giữa thời Gia Tĩnh (khoảng từ năm 1450 đến năm 1550), chế độ Vệ Sở rơi vào tình trạng suy thoái và năng lực chiến đấu của binh lính trong các quân hộ thế tập thuộc các vệ sở bị suy giảm trầm trọng do tham nhũng và quản lý yếu kém. Tình trạng tướng lĩnh, địa chủ, quan lại tước đoạt ruộng đất của binh sĩ khiến đời sống binh sĩ vô cùng khó khăn, đào ngũ thường xuyên xảy ra. Một số vệ sở thì binh lính quá già yếu hoặc sức khỏe không đảm bảo để có thể chiến đấu. Sổ sách nhà Minh ghi nhận số đăng ký binh lính vệ sở lên đến 3 triệu người, nhưng số lượng thực tế chỉ đạt khoảng 84,5 vạn người và 3 vạn kỵ binh. Binh sĩ còn phải thực hiện nhiều công việc không hề liên quan đến chiến tranh. Một trong những nhiệm vụ quân sự đầu thời Minh đó là canh tác ruộng đất. Nhiều binh sĩ thường xuyên phải làm những công việc chỉ để phục vụ lợi ích riêng cho các tướng lĩnh. Ngoài ra binh sĩ còn được tận dụng để vận chuyển lương thảo trên khắp đất nước. Thực tế họ không khác gì những nhân công làm thuê thay vì là một người lính thực sự. Các tướng lĩnh, địa chủ, cường hào, thậm chí quan lại đã lợi dụng quyền lực chiếm đoạt ruộng đất đồn điền và biến nó thành điền trang của họ, sau đó buộc các binh sĩ trở thành tư nô cày cấy cho họ. Hòa bình lâu dài, trừ những khu vực biên cương nơi phải chiến đấu chống lại các bộ tộc du mục, đã khiến binh sĩ trong các quân hộ thế tập không muốn tham gia quân đội nữa và phải hối lộ cho các tướng lĩnh để trốn thực hiện huấn luyện. Tham nhũng từ vệ sở đó phát triển đến mức những phú thương muốn thâu tóm ruộng đất cũng lợi dụng kẽ hở để hối lộ cho các quan lại nhằm kiếm một chức vụ chỉ huy trong vệ sở, khuyến khích binh sĩ hối lộ để không phải tham gia chiến trận hoặc huấn luyện, hoặc tiến hành khai khống số lượng binh sĩ để tham ô quân lương triều đình phát xuống.
Bản thân nghề lính không thể mang lại lợi ích nên để có thêm thu nhập binh sĩ phải dựa vào những hoạt động khác. Phương pháp đơn giản nhất đó là phải tiêu diệt nhiều quân địch, với mỗi quân địch giết địch sẽ tăng thêm phần thưởng cho binh sĩ lập công.  Một số binh sĩ đào ngũ khỏi vệ sở và trở thành giặc cướp bởi vì không đủ lương thực để nuôi sống bản thân và gia đình.
Một vấn đề phức tạp khác đó là những binh sĩ cùng quân hàm lại không có cùng quyền hạn. Những binh sĩ giàu có hơn có thể hối lộ cấp trên để có vị trí tốt hơn và hưởng nhiều quyền lợi hơn người khác trong vệ sở.
Vì hầu hết quân hộ không muốn phục vụ trong quân đội, những tráng đinh trong các quân hộ được chọn đi tòng quân có thể nhận được một số khoản bồi thường từ các tráng đinh khác trong gia đình. Ví dụ, họ có thể trở thành người thừa kế tiếp theo ngay cả khi họ không phải là con trưởng, bằng cách tình nguyện tòng quân. Do người được thừa kế có trách nhiệm quan trọng trong gia tộc, do đó địa vị xã hội của người đó sẽ được nâng cao do được kế thừa các đặc quyền của cha mình. Trong một quân hộ, những tráng đinh tòng quân ở những vùng đất cách xa quê nhà của họ thường dẫn đến mối quan hệ của họ với gia tộc bị suy giảm. Để chống lại điều này, một khoản trợ cấp được phát cho những người binh sĩ đang tòng quân trong một nỗ lực nhằm giảm tỷ lệ đào ngũ của những người lính phục vụ trong vệ sở và giúp duy trì mối liên kết giữa gia đình của người lính với tổ tiên của họ. Khoản trợ cấp đã tạo ra lý do để các thành viên gia đình của người lính thường xuyên về thăm nhà tổ tiên của họ để thu tiền thanh toán và do đó duy trì mối quan hệ của họ.
Tuy nhiên cũng có một số địa phương có quan điểm khác nhau về chế độ quân sự. Ở khu vực biên giới do chiến tranh nên các Vệ sở tại đây tiến hành chế độ mộ binh (募兵制 - Mộ binh chế), theo đó binh sĩ được tuyển chọn không phân biệt vùng miền, chế độ này mặc dù làm gia tăng chi phí quân sự nhưng bù lại năng lực chiến đấu của binh sĩ trong vệ sở được cải thiện. Ví dụ ở huyện Nghĩa Ô, danh tướng Thích Kế Quang đã tiến hành tuyển quân với xuất thân rất đa dạng, từ nông dân cho đến những học sinh Thái học tại địa phương. Điều này đã tạo nên tiềm năng phát triển lực lượng quân sự và đã đạt được những thành quả đáng ghi nhận.

### Mộ Binh chế
Sự suy tàn của chế độ Vệ sở đã buộc nhà Minh thay đổi chế độ quân sự sang chiêu mộ binh lính, được gọi là mộ binh chế (募兵制). Trong chế độ này, lính đánh thuê được tuyển mộ trên khắp địa phương nhằm cải thiện khả năng chiến đấu cũng như giảm nhẹ gánh nặng quân sự tại địa phương.
Những binh sĩ được tuyển mộ thông qua mộ binh chế cho phép củng cố hàng ngũ, gia tăng sức chiến đấu và mở rộng quy mô các đội quân vốn phần lớn từ các quân hộ. Nguồn tuyển mộ vô cùng đa dạng, có thể là lưu dân, học sinh, hoặc tráng đinh trong các quân hộ khác tình nguyện nhập ngũ. Quân đội kiểu mới (không thuộc quân hộ) này trở thành một nhóm riêng biệt và thống nhất trong quân đội; họ sẽ cùng nổi dậy binh biến nếu gặp những vấn đề phân biệt đối xử hay không được trả lương đúng hạn. Sự kiện binh biến Ngô Kiêu (1632-1633) là một ví dụ, việc đốc sư Viên Sùng Hoán vô cớ buộc tội và giết chết tổng binh Mao Văn Long vào năm 1629 đã khiến binh sĩ dưới quyền Mao bất bình, khiến họ nổi dậy binh biến và đào thoát sang Hậu Kim, trong khi trước đó bản thân Viên Sùng Hoán đã bị hoàng đế Sùng Trinh xử lăng trì vào năm 1630.
Do địa vị xã hội của nghề lính không cao, nên những binh sĩ được tuyển mộ phần đông đến từ những tầng lớp thấp kém trong xã hội như trộm cướp hoặc lưu dân. Kỷ luật và năng lực chiến đấu của những binh sĩ này cũng vì thế mà không có sự đồng nhất. Dân quân từ các đoàn luyện đáng tin và dễ sai khiến hơn những tên xuất thân du thủ du thực. Các tướng lĩnh chỉ huy đã hạn chế việc huấn luyện và cải tổ mạnh các cánh quân này do lo sợ nổi loạn, và các tướng lĩnh chiến đấu chủ yếu dùng gia binh thay vì cố gắng kiểm soát và tạo quân uy với những binh sĩ thiếu tin cậy kia.
Kể từ thời điểm 1570 trở đi, binh sĩ nhà Minh chủ yếu thông qua Mộ binh chế.

#### Gia binh
Gia binh, có thể gọi là tư binh, là những binh sĩ chỉ phục vụ và tuân lệnh cấp trên trực tiếp của họ. Sự tồn tại của lực lượng thân binh thách thức quan điểm cơ bản của quân đội nhà Minh vì nó trái với tư tưởng quân đội phải trung thành tuyệt đối với hoàng đế và triều đình.

## Cấu trúc lãnh đạo quân sự
Các vệ sở nằm ngoài khu vực kinh đô (Bắc Kinh, Nam Kinh, Trung Đô Phượng Dương) được đặt dưới sự quản lý của các Đô chỉ huy sứ ty tại các địa phương. Còn lực lượng tại kinh đô nằm dưới sự quản lý của Binh Bộ và Ngũ Quân Đô Đốc Phủ, theo đó Binh Bộ nắm quyền điều binh, Ngũ Quân Đô Đốc Phủ nắm quyền thống binh, điều này phản ánh chính sách kiềm chế thế lực quân sự của triều đình nhà Minh. Chính sách kiềm chế này được tiếp thu từ những chính sách kiềm chế trước đây dưới thời Tống.
Các võ quan được tuyển chọn thông qua các kỳ Võ Cử do triều đình tổ chức, trong đó phần kỹ năng võ học nhấn mạnh vào các khả năng cưỡi ngựa bắn cung, tuy nhiên điều này không đủ để có những võ quan chất lượng. Dù vậy, những kỳ võ cử cũng đã tạo nên không ít tướng lĩnh tài năng như Thích Kế Quang, Du Đại Du, Mã Sĩ Long, Ngô Tương, Ngô Tam Quế.
Vào hậu kỳ nhà Minh, chế độ Vệ sở thối nát đỉnh điểm, quân đội dựa vào các thế lực thế tập thay vì được luân chuyển theo chế độ của triều đình, và Ngũ Quân Đô Đốc Phủ đã không thể kiểm soát được quân đội tại các tỉnh nữa. Các Tổng đốc quân vụ, được thiết lập từ thời Thành Hóa (1465 - 1487), được bổ nhiệm đến các tỉnh nhằm quản lý vấn đề tài chính và quân sự tại các địa phương, dần trở thành những thế lực tự trị.
Các phiên vương được hoàng đế cử đến lãnh địa được phong có quyền thống lĩnh quân đội tại đó. Tại các lãnh địa phiên vương có quyền mộ binh và xây dựng lực lượng thân binh cho riêng mình (đến năm 1395 quyền lực này đã bị hạn chế). Hệ thống phân phong nhằm mục đích tăng cường khả năng chiến đấu của quân đội này từ lâu đã không được các triều đại trước đó sử dụng. Các phiên vương cũng tham gia vào các chiến dịch quân sự mà triều đình tổ chức. Yên vương Chu Lệ trấn giữ Bắc Bình đã tạo ấn tượng tốt với Hồng Vũ đế trong các chiến dịch Bắc phạt, thậm chí được phép giữ riêng 1 vạn tù binh Mông Cổ sau khi kết thúc chiến dịch, mà trớ trêu thay những hàng quân Mông Cổ này lại đóng vai trò quan trọng trong kế hoạch đoạt ngôi báu của ông. Trong một số trường hợp thì các phiên vương cũng được bổ nhiệm vào các chức vụ đang chưa có người thay thế, ví dụ như Tần vương Chu Sảng được cử đi thiết lập các đồn điền và cứ điểm bên ngoài Trường Thành. Các phiên vương luôn được phép mang theo thân binh, trong khi các quan lại được triều đình cử xuống chỉ được sử dụng lực lượng tại chỗ, mà các phiên vương chỉ có quyền trong những trường hợp khẩn cấp do Hoàng đế tuyên bố. Chuỗi lệnh kép này nhằm ngăn chặn một cuộc đảo chính ở thủ đô. Lực lượng đồn trú chỉ có thể được triển khai khi có lệnh mang cả con dấu của Hoàng đế và phiên vương. Các đội quân của Đô chỉ huy sứ ty sau đó được sử dụng để giám sát lực lượng quân đội của các phiên vương. Nhiều phiên vương đã tích lũy lực lượng quân đội riêng biệt và sử dụng quân đội của triều đình mà không cần ủy quyền trong các chiến dịch quân sự. Quyền lực của các phiên vương dần suy giảm bắt đầu từ chính sách triệt phiên của Kiến Văn đế, sau đó được Vĩnh Lạc đế kế tục ngay sau khi chính ông ta lật đổ cháu của mình. Trong những năm Vĩnh Lạc (1402 - 1424), các phiên vương hoặc bị phế bỏ, hoặc bị dời vào trong nội địa; cho đến hậu kỳ nhà Minh đã không còn nhiều phiên vương nắm thực quyền. Quyền thống lĩnh quân sự được Vĩnh Lạc đế giao cho tầng lớp công khanh huân thích, bao gồm những người đi lên từ quân đội và trở thành tầng lớp quý tộc thế tập. Tuy nhiên, quyền thống lĩnh của họ chỉ được thực thi khi triều đình tiến hành các chiến dịch chinh phạt và bình loạn, sau khi kết thúc phải giao trả binh quyền nhằm ngăn chặn việc hình thành quyền lực cá nhân đe dọa đến hoàng đế.

## Cấm quân: Tam Đại Doanh và Đoàn Doanh

### Tam Đại Doanh

#### Tam Thiên doanh
Tam Thiên Doanh (phồn thể: 三千營; giản thể: 三千营; bính âm: Sanqianying) được tổ chức từ 3000 kỵ binh người Mông Cổ (trên thực tế quân số nhiều hơn thế), phân làm năm ty, phụ trách giữ hoàng kỳ, xe cộ, binh khí, đồ ngự dụng. Từ thời Gia Tĩnh đổi tên là Thần Xu Doanh (神樞營). Là lực lượng kỵ binh nòng cốt và cơ động nhất của cấm quân.

#### Ngũ Quân doanh
Ngũ Quân Doanh (phồn thể: 五軍營; giản thể: 五軍营; bính âm: Wujunying) là một trong ba lực lượng thuộc cấm quân nhà Minh.
Từ thời Minh Thái Tổ, triều đình nhà Minh thiết lập Đại đô đốc phủ tiết chế quân đội toàn quốc, trong ngoài kinh thành bố trí hai sân lớn nhỏ, phân thành 48 vệ, đến khi Minh Thành tổ dời đô ra bắc thì số lượng tăng lên 72 vệ. Năm Vĩnh Lạc thứ 8 (1410), các lực lượng thủy, bộ, kỵ được phân thành Trung quân, Tả-Hữu dịch quân, Tả-Hữu tiêu quân, gọi là Ngũ quân. Trừ vệ sở kinh sư, hàng năm 16 vạn quân từ Trung Đô lưu thủ ty và các Đô ty Sơn Đông, Hà Nam, Đại Ninh luân phiên đến kinh sư thao luyện, gọi là ban quân. Ngũ Quân Doanh thiết lập 1 đề đốc nội quan, 2 võ quan, 2 chưởng hiệu; mỗi đại doanh gồm 1 doanh quan, 2 bả tổng. Các quân doanh thiết lập 1 doanh quan, 1 bả tổng. Bình thường thao luyện trận hình, chiến thuật. Khi hoàng đế thân chinh, năm quân đóng ở bên ngoài, là lực lượng tác chiến chủ lực.

#### Thần Cơ doanh
Bài chi tiết: Thần Cơ Doanh
Thần Cơ Doanh (phồn thể: 神機營; giản thể: 神机营; bính âm: Shenjiying) Phụ trách huấn luyện và sử dụng vũ khí nóng tác chiến. Được thành lập dưới thời Vĩnh Lạc (1402 - 1424), sau chiến dịch quân sự tại Việt Nam, do số lượng vũ khí nóng tăng cùng yêu cầu huấn luyện tác chiến mà Minh Thành Tổ quyết định thành lập lực lượng quân sự sử dụng hỏa khí và tác chiến hỏa khí, gọi là Thần Cơ Doanh. Ban đầu được trang bị các loại pháo và súng tay sơ khai, đến thời Gia Tĩnh (1522 - 1566) thì được trang bị thêm nhiều pháo và súng cầm tay tiên tiến từ phương Tây và được sản xuất hàng loạt. Những vũ khí nóng được ghi chép và biên tập trong ba công trình quân sự nổi tiếng: Hỏa Long Kinh (火龙经), Kỷ hiệu tân thư (紀效新書) và Võ bị chí (武备志). Thần Cơ Doanh được xem là đội quân sử dụng vũ khí nóng chuyên nghiệp đầu tiên trên thế giới, đóng vai trò quan trọng trong việc thiết lập ưu thế quân sự tuyệt đối của nhà Minh thời kỳ đầu nói riêng, và quân sự Trung Hoa nói chung, cũng như duy trì sự ổn định của nhà Minh những năm trung kỳ và hậu kỳ.

### Đoàn Doanh
Sau sự biến Thổ Mộc Bảo, nhà Minh tái cơ cấu lực lượng cấm quân, theo đó dưới thời Cảnh Thái (1450-1456), Minh Đại Tông chấp thuận đề xuất của Binh bộ thượng thư Vu Khiêm tiến hành tuyển mộ 10 vạn quân biên chế vào 10 doanh trại kinh sư, gọi là Đoàn Doanh. Đến năm Thiên Thuận thứ 8 (1464), ngay sau khi Minh Anh Tông mất, Minh Hiến Tông kế vị tiến hành mở rộng số lượng và quy mô các đoàn doanh, theo đó số lượng đoàn doanh được tăng lên thành 12, gồm:
Tứ Vũ Doanh (Phấn Vũ, Diệu Vũ, Luyện Vũ, Hiển Vũ)
Tứ Dũng Doanh ( Cảm Vũ, Quả Vũ, Hiệu Vũ, Cổ Vũ)
Tứ Uy Doanh: (Lập Uy, Thân Uy, Dương Uy, Chấn Uy)
Mỗi doanh thiết lập tam thiên doanh, ngũ quân doanh và thần cơ doanh với quy mô nhỏ hơn. Doanh quân được chọn từ công khanh huân thích, thực tế do các phó quan đề đốc phụ trách, nội thần làm giám quân. Đến thời Gia Tĩnh, triều đình nhà Minh cải tổ cấm quân, xóa bỏ chế độ đoàn doanh, thiết lập lại thể chế tam đại doanh.

### Lang Binh

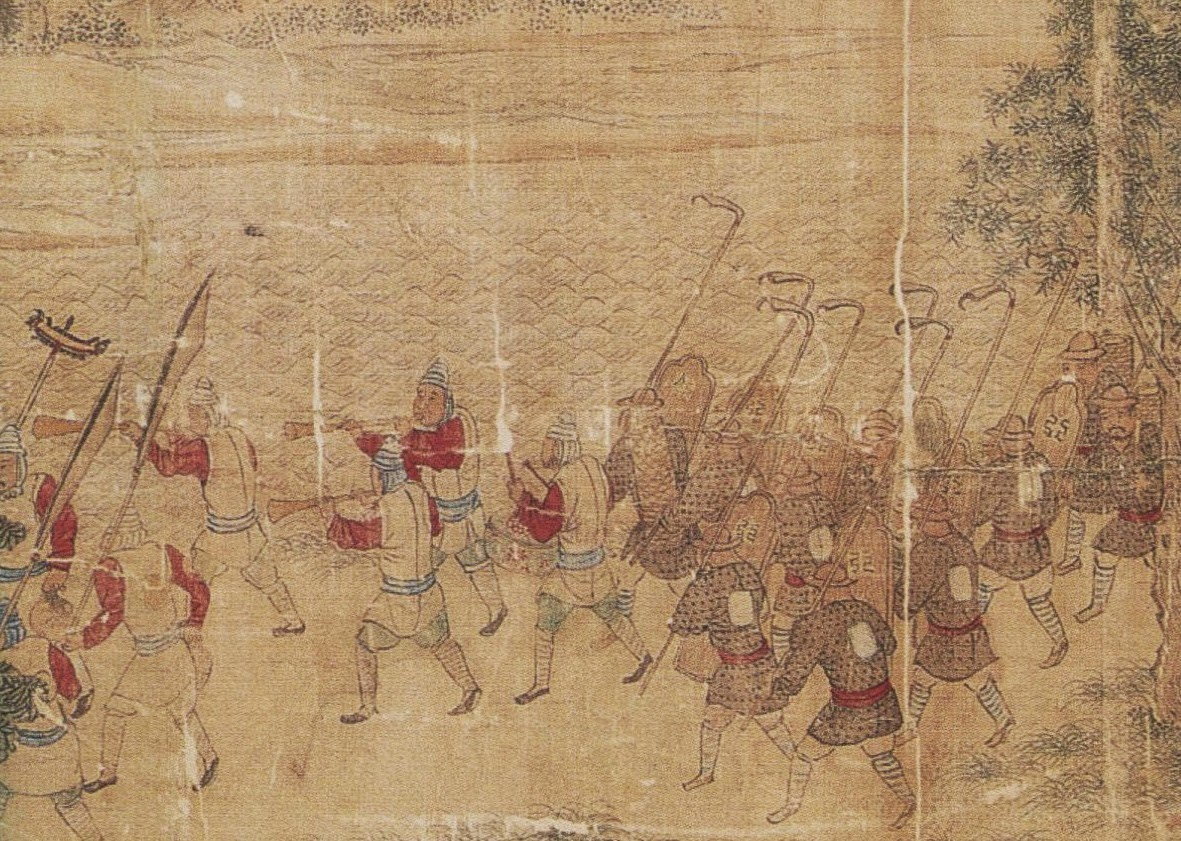
Mô tả lực lượng Lang binh.

## Vũ khí và trang bị

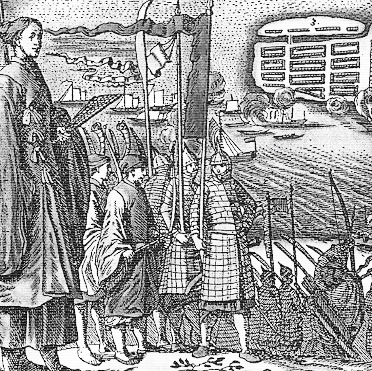
Binh lính nhà Nam Minh

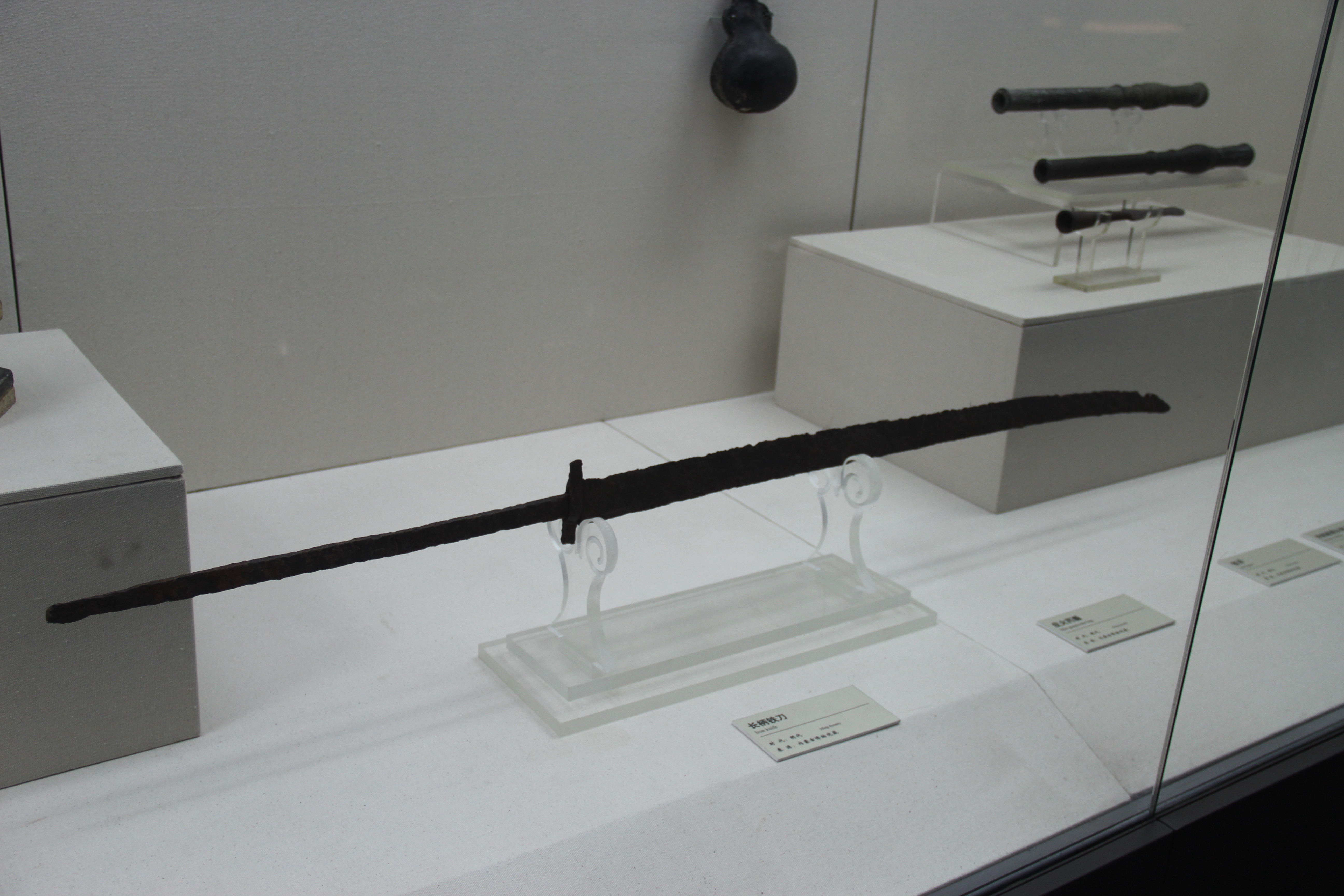
Trảm mã đao
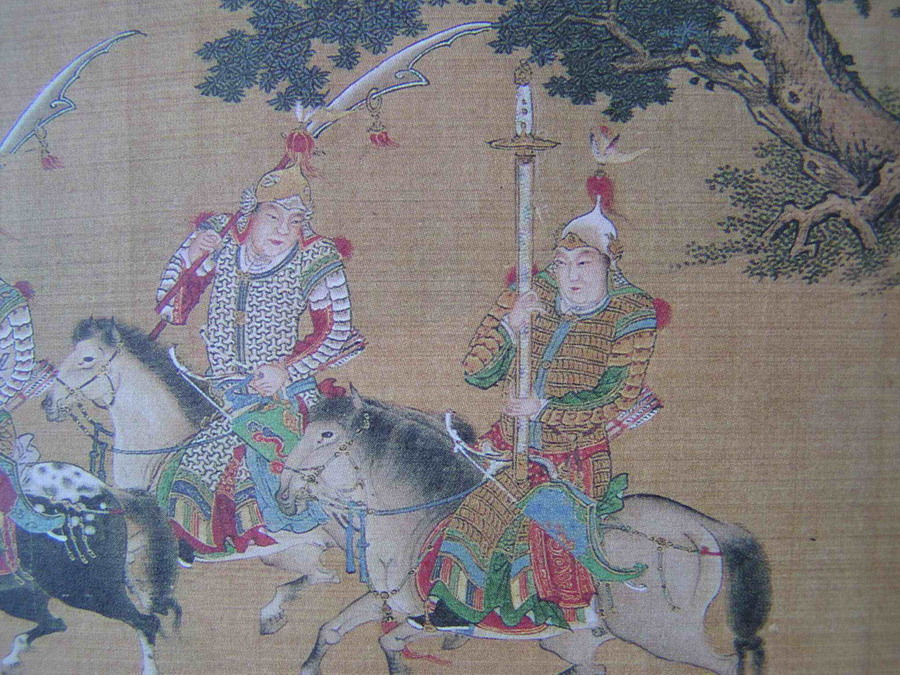
Cấm quân sử dụng đao và kiếm
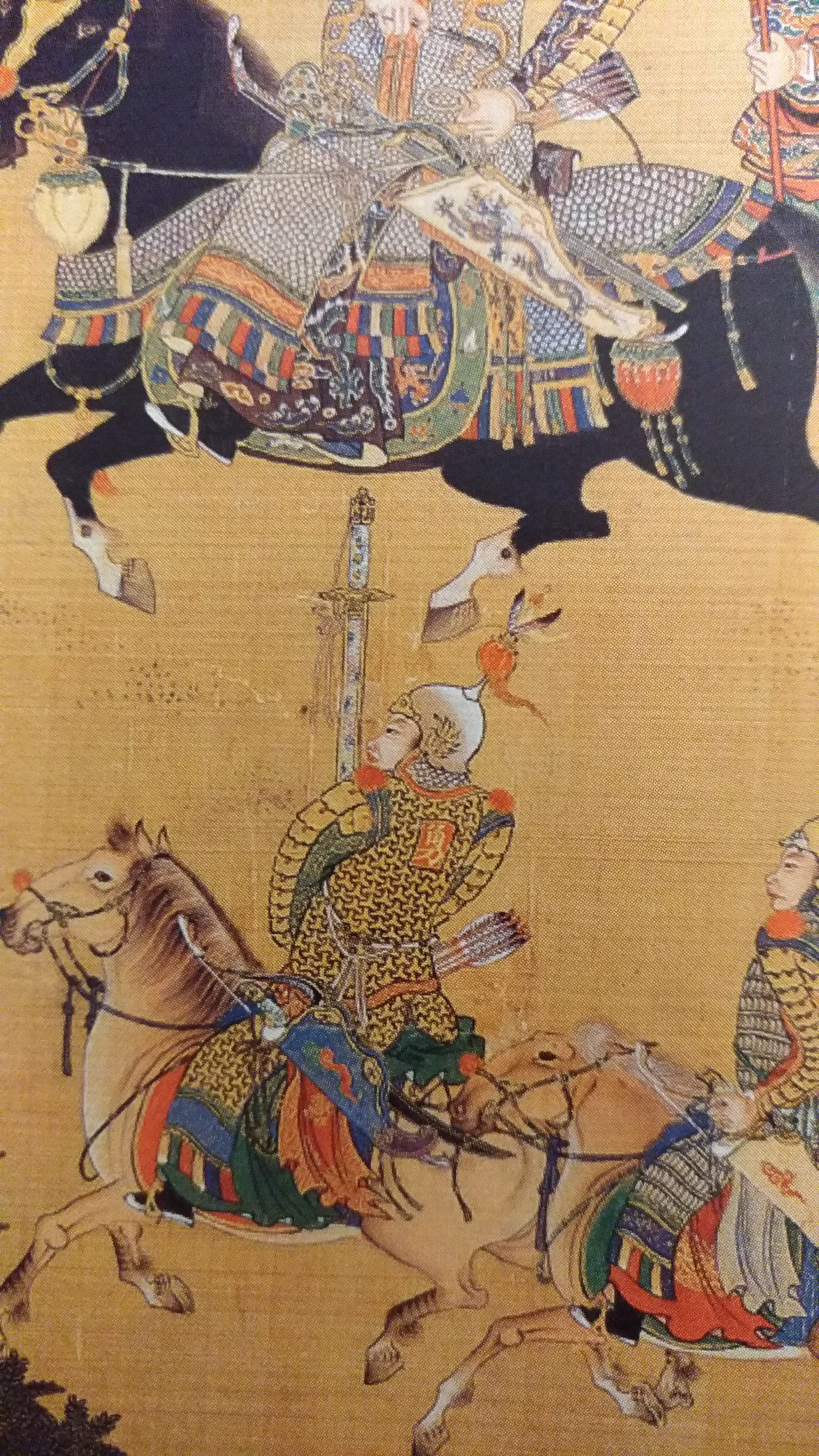
Hình vẽ một binh sĩ thuộc cấm quân vác theo kiếm

## Giáp trụ

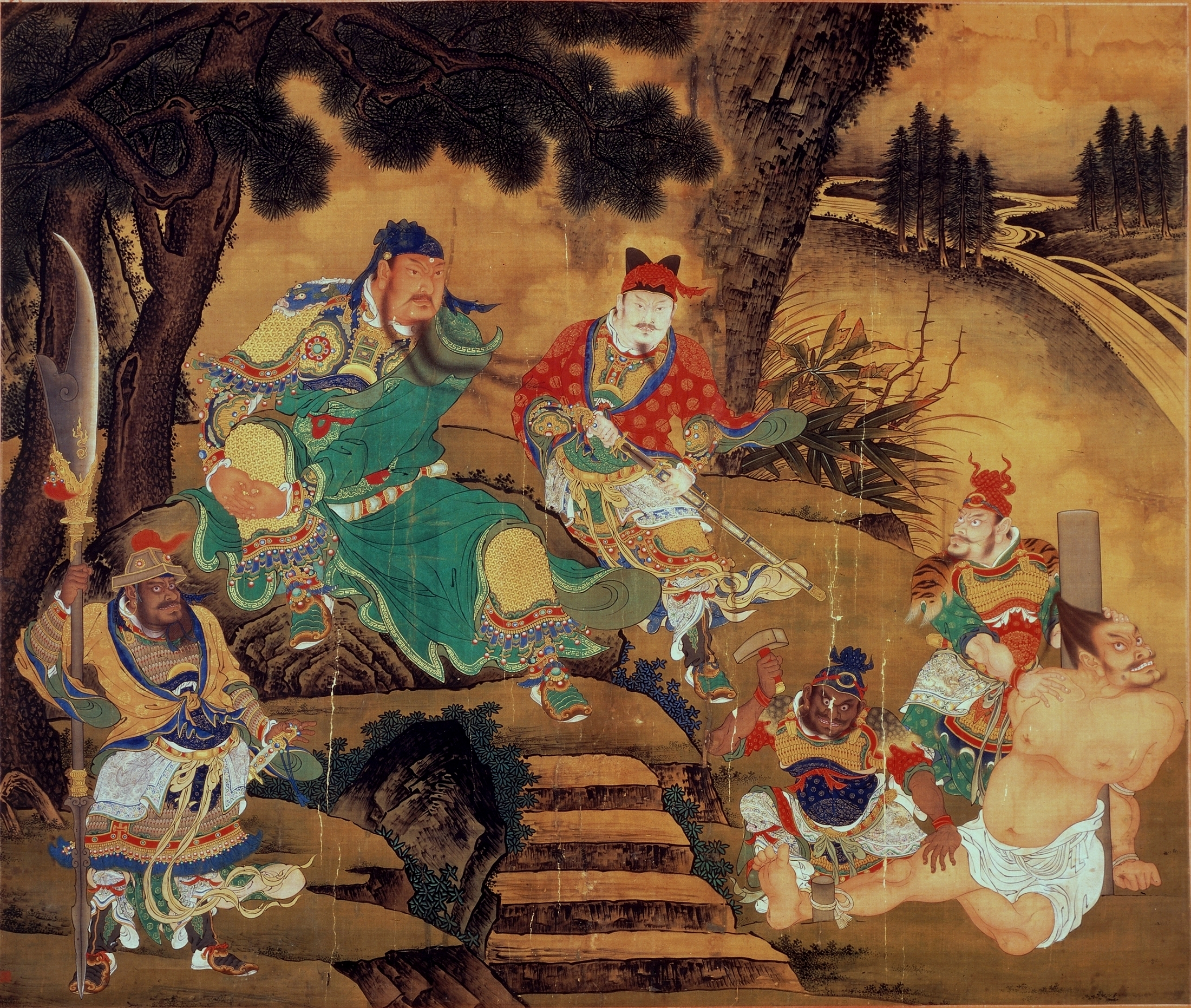
Hình vẽ Quan Vũ mặc Sơn Văn giáp

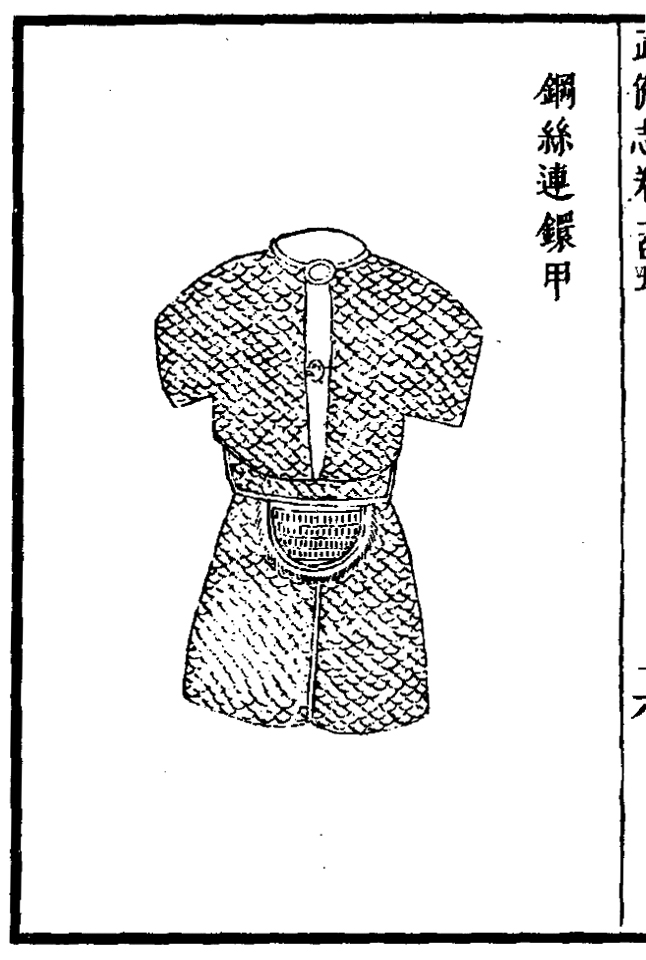
"Cương ti liên hoàn giáp", mô tả giáp lưới thời nhà Minh.
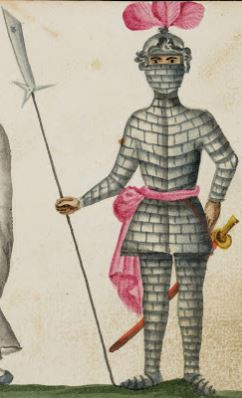
Trang bị giáp trụ của tinh binh dưới trướng Trịnh Thành Công, "Thiết nhân"
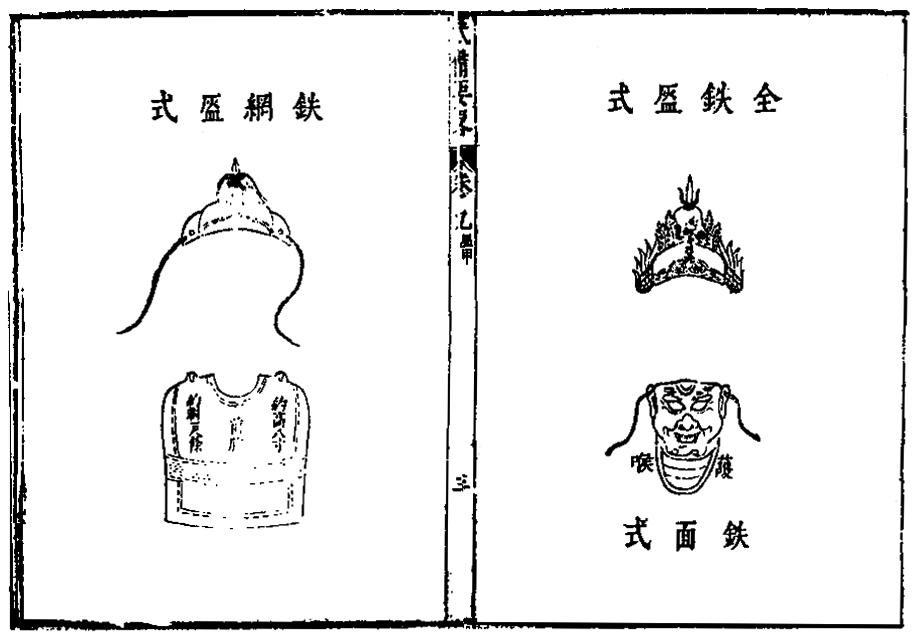
Mũ sắt, giáp trụ và mặt nạ, mô tả trong Võ bị yếu lược
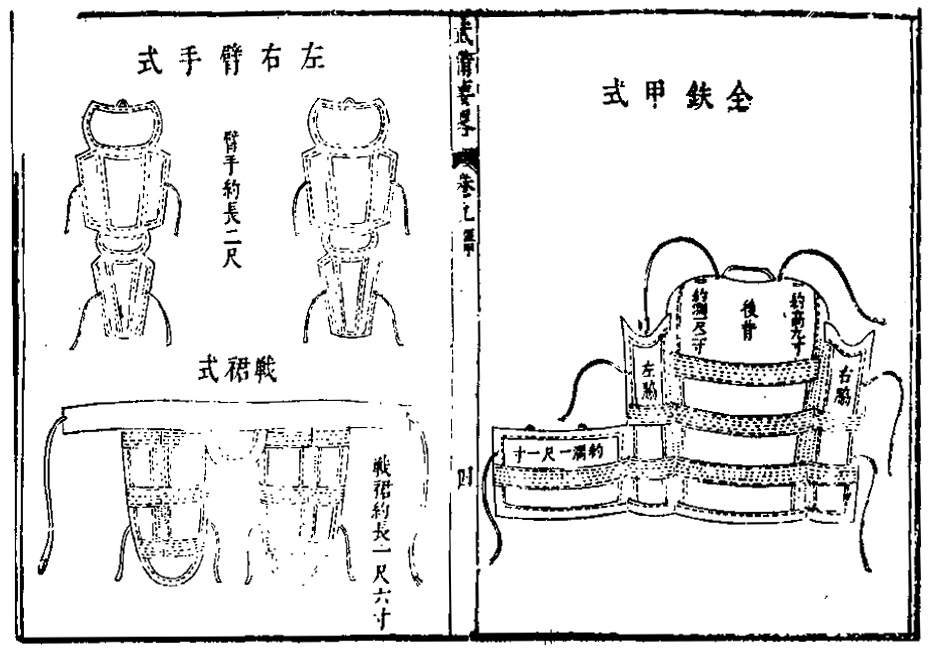
Giáp tay, giáp đùi và giáp lưng, mô tả trong Võ bị yếu lược
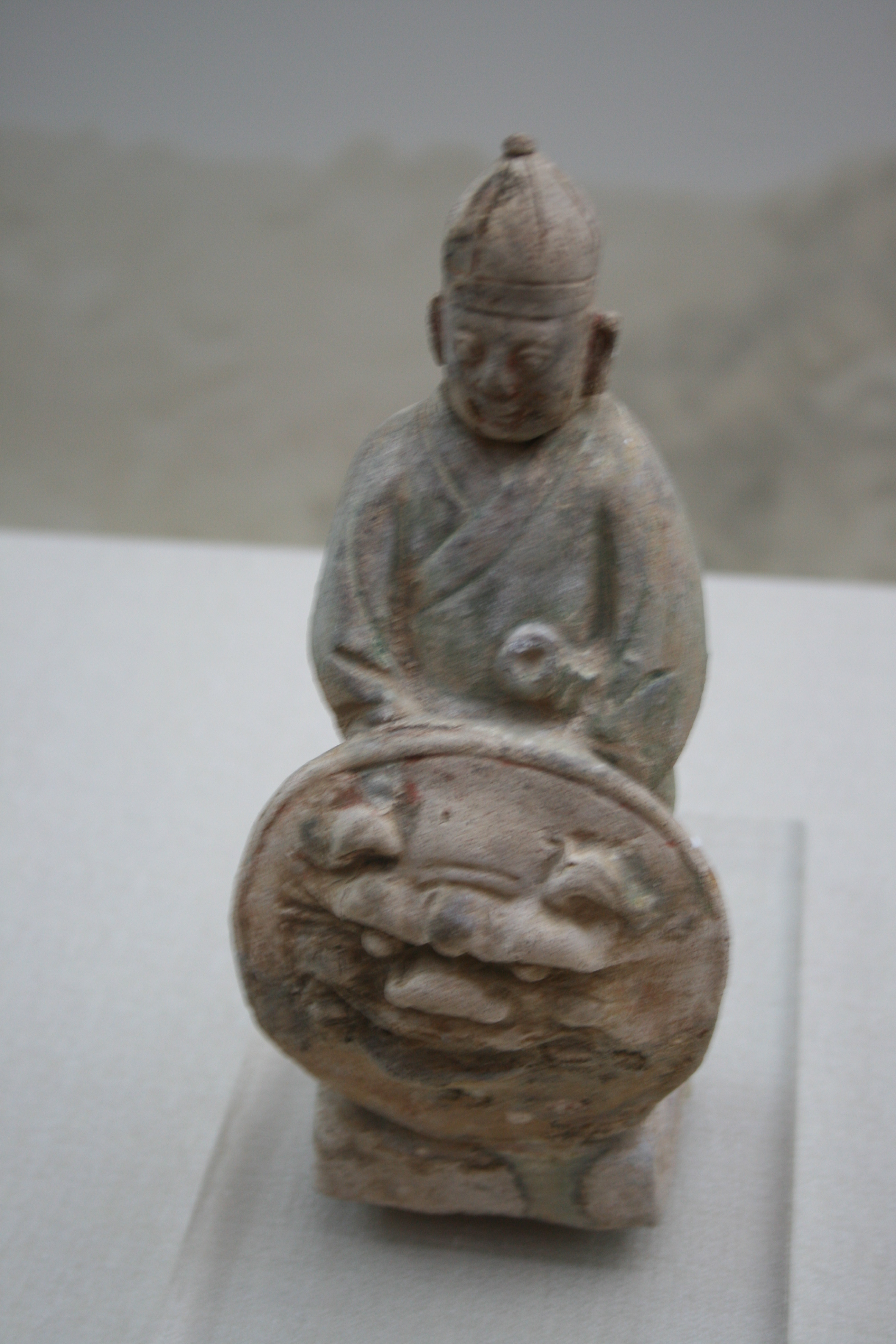
Tượng lính trang bị lá chắn

### Cấp tiểu kỳ

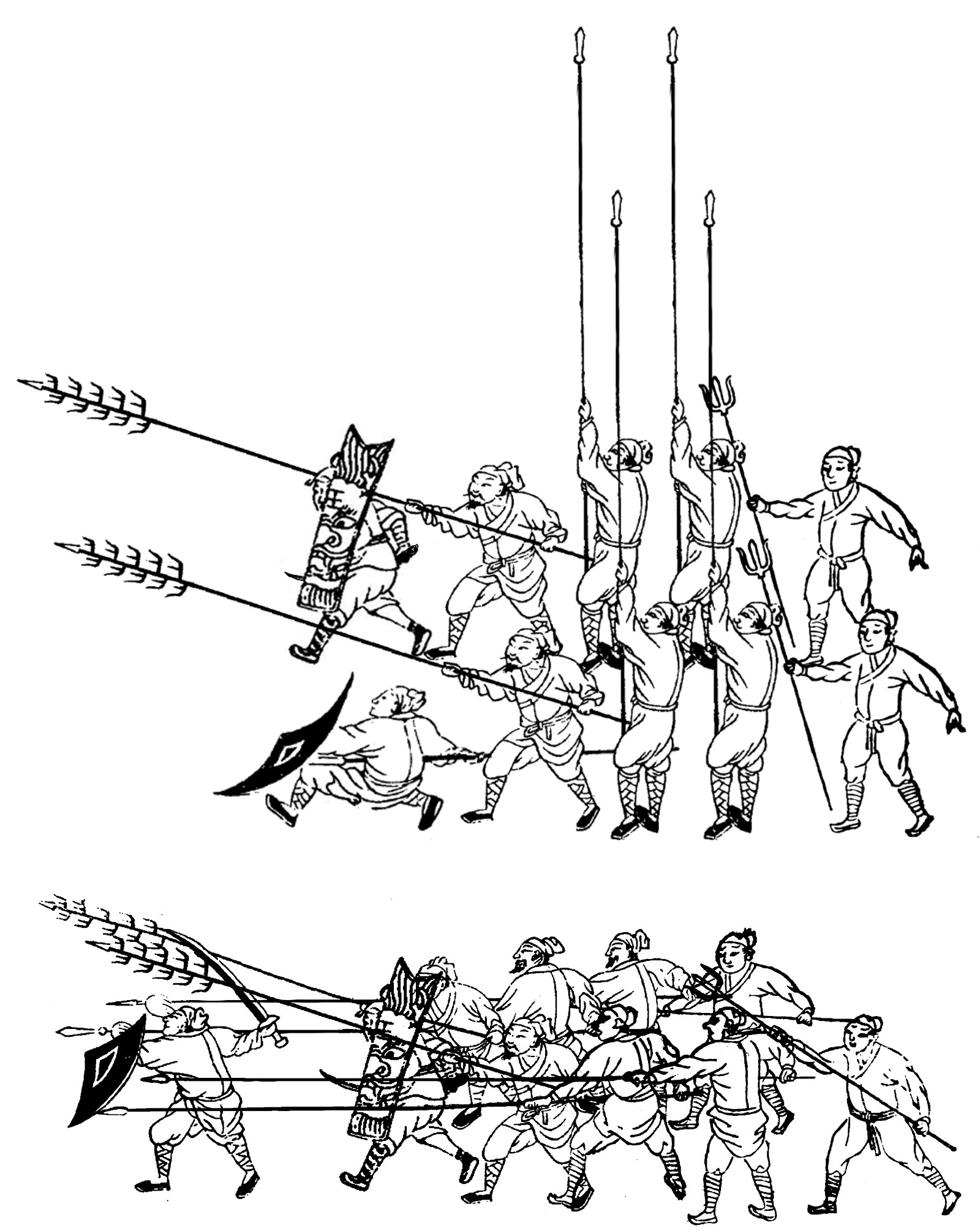
Đội hình "Uyên Ương trận" trong tư thế sẵn sàng chiến đấu và tư thế chiến đấu.
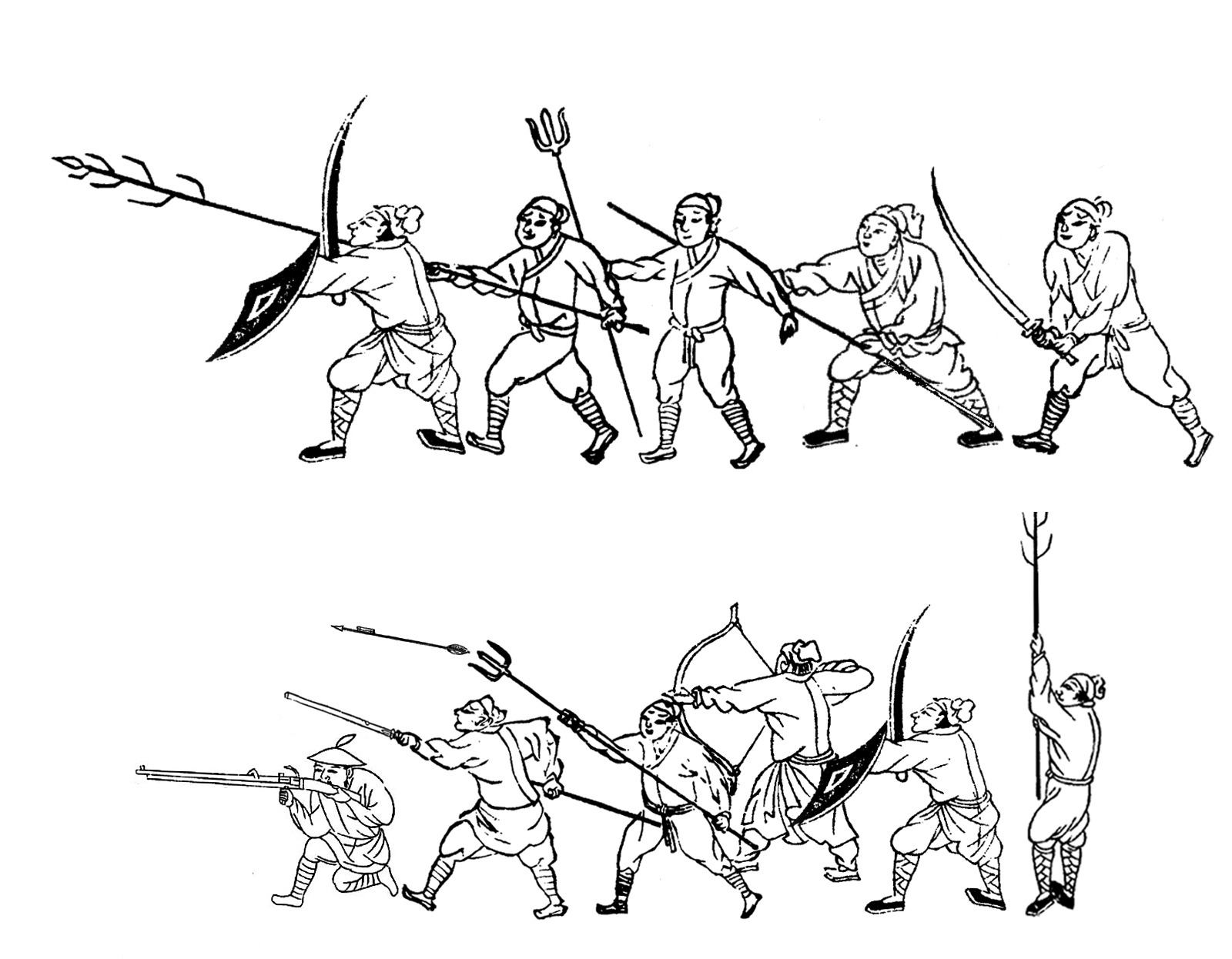
Đội hình "Uyên Ương trận" được thiết kế dành cho biên quân phía Bắc.
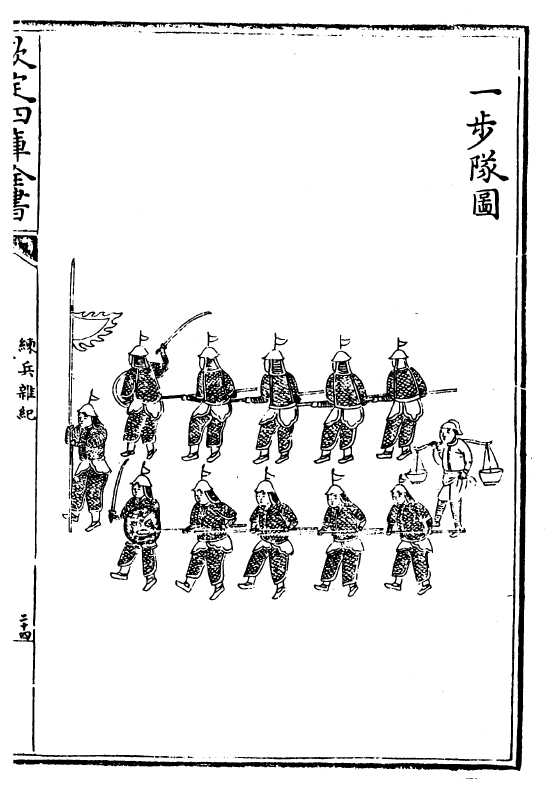
"Bộ binh đội" được trang bị giáp trụ.
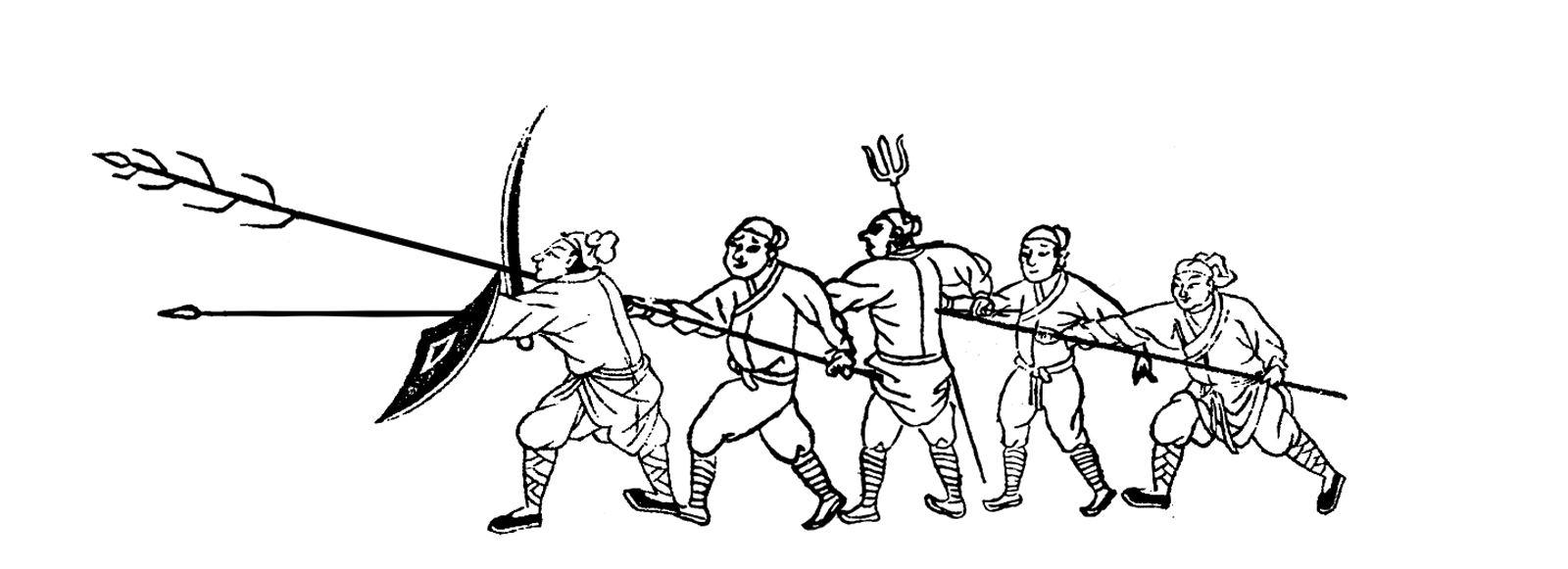
"Sát thủ đội " (殺手隊) của Thích Kế Quang. Một trong những biến thể cấu trúc của Uyên Ương trận.
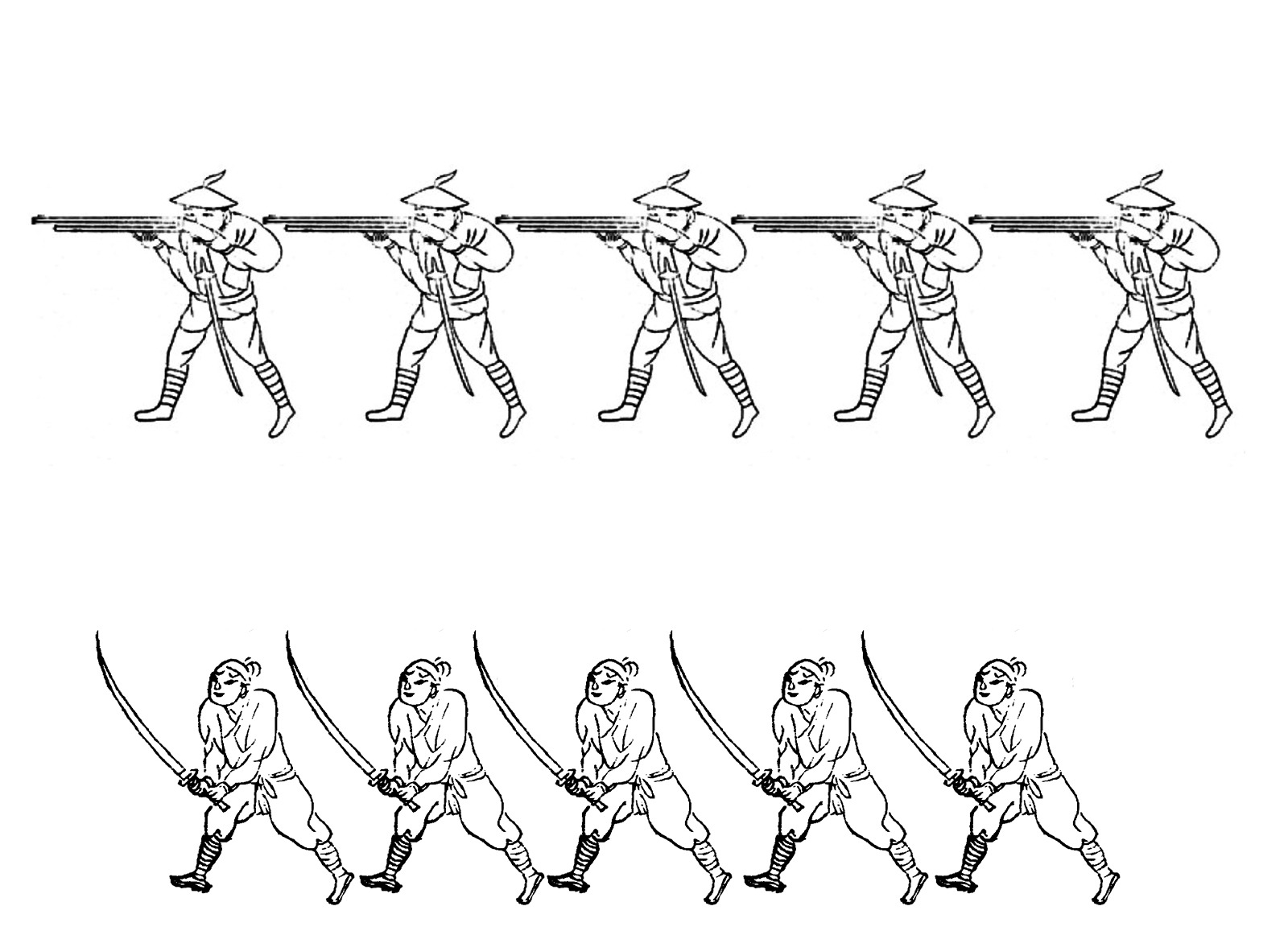
"Hỏa khí đội" (火器隊)

### Đội hình doanh trại

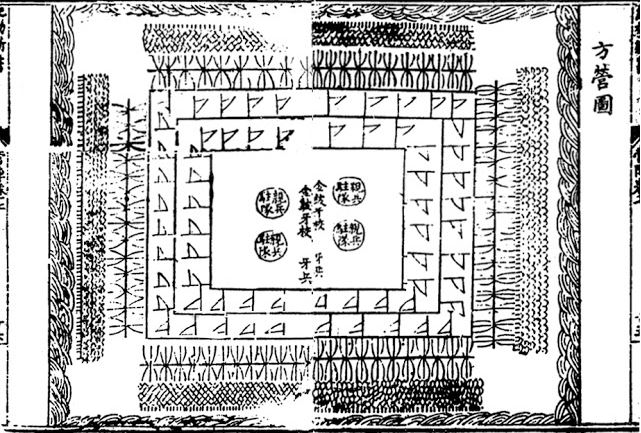
Phương trận
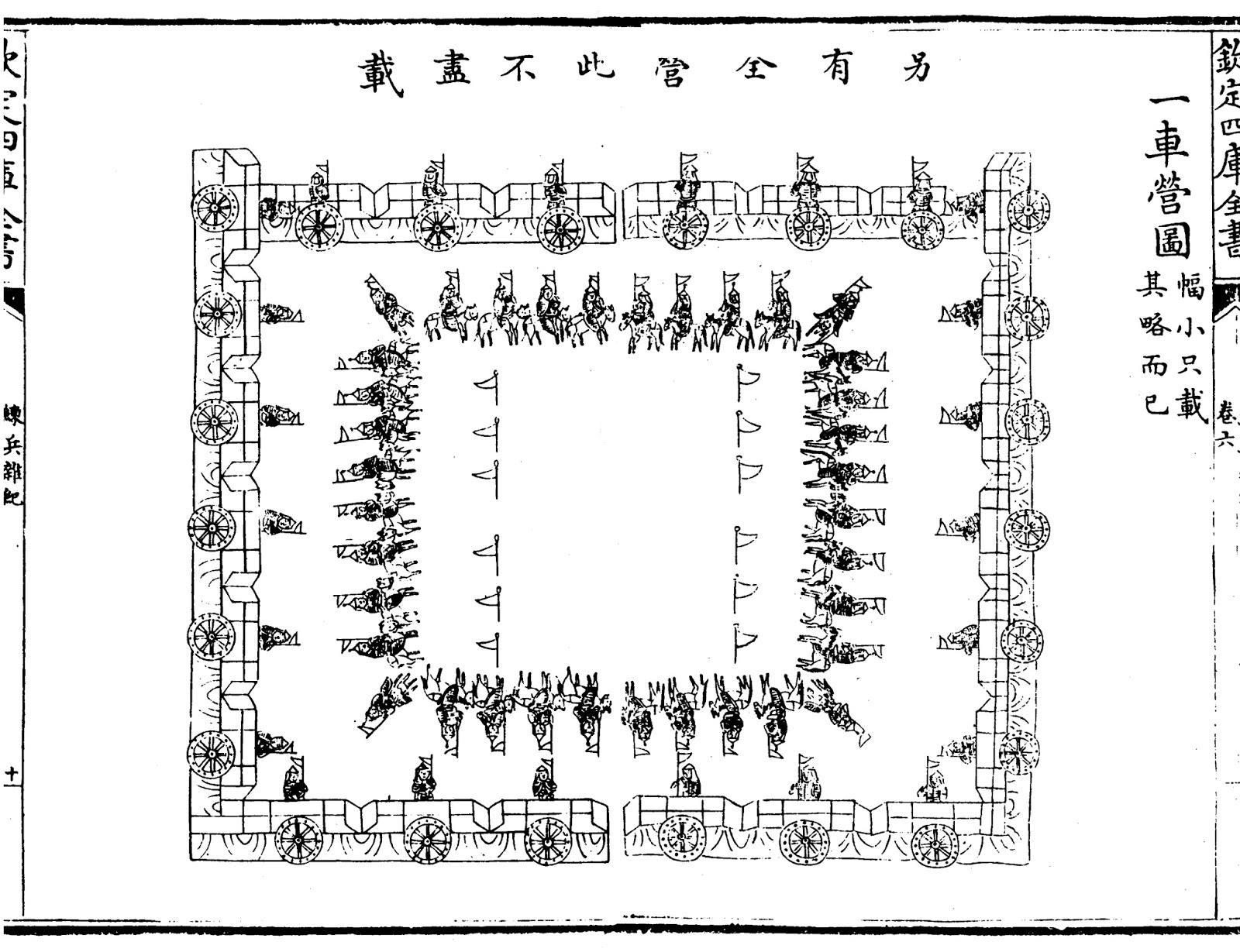
Đội hình phòng ngự sử dụng xa trận